# Karleby hamn

Karleby hamn är en hamn i Karleby i Mellersta Österbotten. Hamnen ligger i stadsdelen Yxpila. Den är en av Finlands största hamnar. Hamnen består av stamhamnen och djuphamnen. Djuphamnen byggdes under 1980-talet.

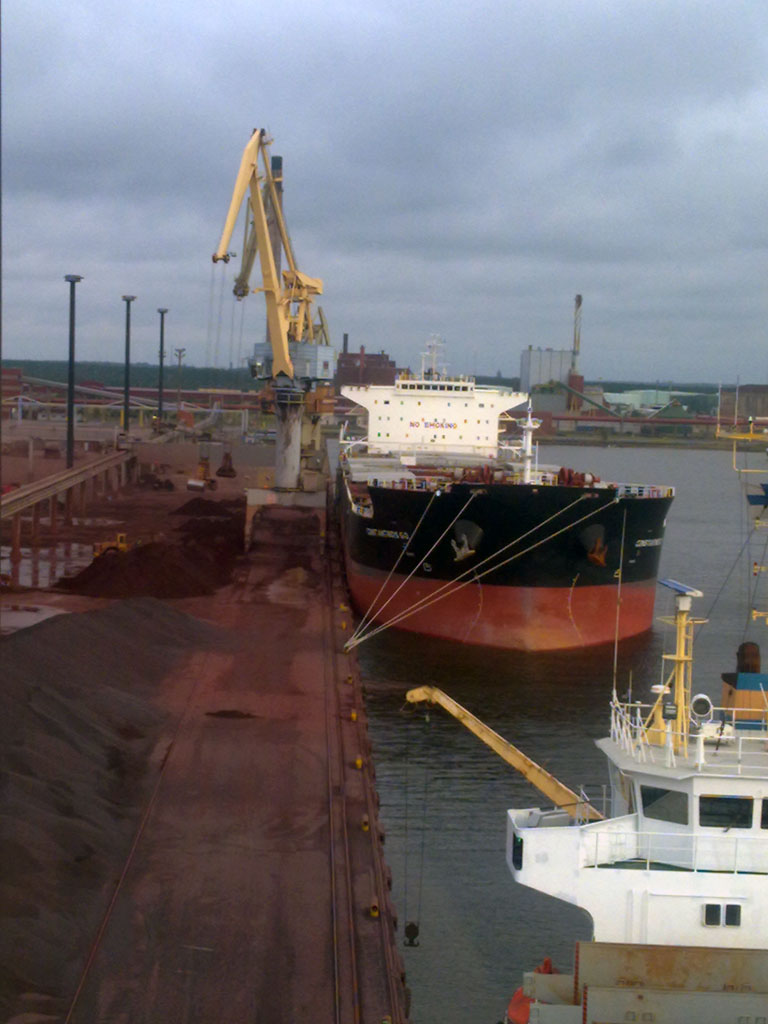
Djuphamnen, 2011.